# Therese Devrient

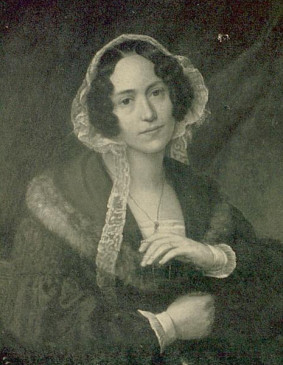
Therese Devrient (nach dem Ölgemälde von Hertz)

Therese Devrient, geb. Schlesinger (* 18. Oktober 1803 in Hamburg; † 14. Mai 1882 in Karlsruhe) war Sängerin (Sopran), Klavierlehrerin und Schriftstellerin, die in Berlin, Dresden und Karlsruhe wirkte.

## Leben und Wirken
Therese Devrient wurde als Tochter des jüdischen Kaufmanns Simon Schlesinger geboren und zog 1813 mit ihrer Familie von Hamburg nach Berlin. In Berlin erhielt sie ihre musikalische Ausbildung bei Carl Friedrich Zelter (1758–1832), einem einflussreichen Musiker, Professor, Musikpädagogen, Komponisten und Dirigenten. Von 1819 bis 1825 war sie als Sopransängerin Mitglied der Berliner Singakademie. Durch Zelters Vermittlung erhielt sie Klavierschüler, was die finanzielle Situation ihrer Familie verbesserte – ihr Vater war früh verstorben, wodurch die Familie in bescheidenen Verhältnissen lebte.
1823 konvertierte sie zum Christentum und heiratete am 11. Februar 1824 den Schauspieler, Sänger und Theaterleiter Eduard Devrient (1801–1877), ebenfalls ein Schüler Zelters. Therese und Eduard Devrient waren eng mit der Familie Mendelssohn befreundet, wirkten auf den Sonntagsmusiken von Fanny Hensel und lebten auch eine Zeit lang in dem Anwesen der Familie Mendelssohn in der Leipziger Straße 3 in Berlin.
Therese Devrient zog mit ihrem Mann später nach Dresden, wo er 1844 eine Stelle am Hoftheater erhalten hatte, und 1852 nach Karlsruhe, wo er als Direktor des Hoftheaters wirkte. Das Paar hatte eine Tochter und vier Söhne, darunter den späteren Regisseur Otto Devrient. Therese und Eduard Devrient verbrachten ihre letzten Lebensjahre in Karlsruhe.
Der Berliner Pianist und Komponist Wilhelm Taubert widmete ihr sein 1847 erschienenes Liederheft Klänge aus der Kindheit op. 68.
Posthum wurden mehrere schriftstellerische Werke veröffentlicht, die Therese Devrient zu Lebzeiten verfasst hat.
Therese Devrient wurde neben ihrem Mann auf dem Hauptfriedhof Karlsruhe beerdigt, das Grab ist erhalten.

## Veröffentlichungen
- Devrient, Therese: Was das Leben bringt. Erzählungen für junge Mädchen. Verlag von Karl Krabbe, Stuttgart 1882.[4]
- Devrient, Therese: Jugenderinnerungen. 4. Aufl. Verlag von Karl Krabbe, Stuttgart, [1908], Volltext. (Erstveröffentlichung 1905 durch ihren Enkel Hans Devrient[5])